# K.I.N.G.
K.I.N.G. - singel norweskiej grupy muzycznej Satyricon. Wydawnictwo ukazało się 3 kwietnia 2006 roku nakładem wytwórni muzycznej Sony BMG, w ramach promocji albumu Now, Diabolical (2006). Na płycie znalazł się utwór tytułowy oraz kompozycja "Storm (of the Destroyer)". Piosenka "K.I.N.G." dotarła do 7. miejsca norweskiej listy przebojów. Do utworu został także zrealizowany teledysk, który wyreżyserował	John Nothingworth.

## Lista utworów
Opracowano na podstawie materiału źródłowego.
1. "K.I.N.G." (sł. Sigurd "Satyr" Wongraven, muz. Sigurd "Satyr" Wongraven, Kjetil "Frost" Haraldstad) – 3:36
2. "Storm (of the Destroyer)" (sł. Sigurd "Satyr" Wongraven, muz. Sigurd "Satyr" Wongraven, Kjetil "Frost" Haraldstad)) – 2:48

## Twórcy
Opracowano na podstawie materiału źródłowego.
| - Sigurd "Satyr" Wongraven - gitara, instrumenty klawiszowe, wokal - Kjetil-Vidar "Frost" Haraldstad - perkusja - Lars K. Norberg - gitara basowa |  | - Snorre Ruch - gitara (utwór 2) - Halvor Bodin - dizajn - Martin Kvamme - dizajn |